# Y decirse ciao...
Y decirse ciao... è una raccolta dei Matia Bazar pubblicata dall'etichetta discografica Replay Music su CD (catalogo RMCD 4224, 156 7 00422 4) nel 1999.

## Il disco
Ristampa (NON presente nella discografia ufficiale), per l'etichetta economica italiana Replay Music, dei brani in lingua spagnola già presenti sul CD Grandes éxitos del 1996 (eccetto Solo tu, Tu o la sencillez e Playboy), cui vengono aggiunte tre brani del 1979, anche loro rimasterizzati: Però che bello (in italiano), Rayo de luna (traduzione in spagnolo di Raggio di luna) e Moonshine (traduzione in inglese di Raggio di luna); questi ultimi due erano stati pubblicati in precedenza solo su singolo.

## Tracce
Tutti i testi in spagnolo sono di Luís Gomez-Escolar Roldán.

Dove omesso l'anno di pubblicazione è 1996 per la versione rimasterizzata e 1978 per la prima.
CD
1. Mr. Mandarino (in spagnolo) – 3:26
2. Caballo blanco (Cavallo bianco) – 4:40
3. Por una hora a tu lado (Per un'ora d'amore) – 3:32
4. Y porque (Ma perché) – 3:22
5. Rayo de luna (Raggio di luna) – 3:39 (testo: Luís Gomez-Escolar Roldán – musica: Antonella Ruggiero, Piero Cassano, Carlo Marrale) – 1979, inedito su album
6. Y decirse ciao...[2] (E dirsi ciao) – 4:45
7. Esta tarde que tarde (Stasera che sera) – 3:27
8. Que mas me da (Che male fa) – 3:51
9. Moonshine (Raggio di luna) – 3:39 (testo: Michael Richard Brown, Graham Johnson – musica: Antonella Ruggiero, Piero Cassano, Carlo Marrale) – 1979, inedito su album
10. Però che bello – 3:04 (testo: Giancarlo Golzi, Aldo Stellita – musica: Antonella Ruggiero, Piero Cassano, Carlo Marrale) – 1978

## Formazione
- Antonella Ruggiero - voce solista
- Piero Cassano - tastiere, voce
- Carlo Marrale - chitarra, voce
- Aldo Stellita - basso
- Giancarlo Golzi - batteria